# Арнульф III Фландрський
Арну́льф III Фландрський (фр. Arnoul III de Flandre; 1054, Бавінхоф — 22 лютого 1071, Кассель) — граф Фландрії і Ено з 1070, син Бодуена VI і Ріхільди де Ено.

## Біографія
Після смерті Бодуена VI, який помер в 1070, почалася гостра боротьба за владу між Ріхільдою, яка була опікункою над неповнолітніми Арнульфом і його молодшим братом Бодуеном, яку підтримував французький король Філіп I, і Роберт I Фризький. На думку деяких істориків, промахи і жорстокість матері Арнульфа III викликали повстання дворянства. На думку інших істориків, бунти були викликані амбіціями Роберта I Фризького. У підсумку Роберт організував повстання, завдяки якому він захопив Гент і оголосив себе графом Фландрії.
Арнульф і його мати звернулися за допомогою до короля Франції Філіпа I, отримавши також підтримку графа Херефорда Вільяма Фіц-Осберна, який привів армію з Нормандії. 22 лютого 1071 біля підніжжя гори Кассель відбулася битва, в результаті якої Арнульф та Вільям загинули. Король Філіп незабаром примирився з Робертом I і визнав його графом Фландрії, а Ріхільда з Бодуеном зміцнилися в Ено, закликавши на допомогу імператора.
Арнульф був похований в Сент-Омері.